# بيل باين (مستشار)
بيل باين (بالإنجليزية: Bill Bain)‏ هو مستشار أمريكي، ولد في 30 يوليو 1937 في جونسون سيتي في الولايات المتحدة، وتوفي في 16 يناير 2018 في نيبلز في الولايات المتحدة بسبب مرض آلزهايمر.